# Alberto Andreani
Alberto Andreani (Crotone, 1º gennaio 1902 – Massa, 3 ottobre 1951) è stato un militare e partigiano italiano, ufficiale di carriera del Regio Esercito, decorato con la Medaglia d'oro al valor militare a vivente nel corso della seconda guerra mondiale.

## Biografia
Nato a Crotone il 1º gennaio 1902 e figlio del generale di corpo d'armata Ghino Andreani, iniziò la carriera militare nel luglio 1921 come Allievo Ufficiale di complemento. Una volta ricevuta la nomina a sottotenente di fanteria, frequentò la Regia Accademia Militare di Fanteria e Cavalleria di Modena, dove conseguì la laurea e, nel settembre 1926, ottenne la promozione a tenente in servizio permanente effettivo (s.p.e.).
Nel gennaio 1928 venne trasferito nel Regio Corpo Truppe Coloniali della Cirenaica, assegnato al 31º Battaglione eritreo. Nel giugno dello stesso anno venne decorato con la Croce di guerra al valor militare. Tra il novembre 1933 e il giugno 1936 frequentò la Scuola di guerra dell'esercito di Torino prestando poi servizio di Stato maggiore presso il Comando della 5ª Divisione fanteria "Cosseria".
Ottenuta la promozione a capitano nel gennaio 1937, prestò servizio nel 2° e 3º Reggimento fanteria carrista e poi presso il Comando del Corpo d'armata di Genova. Ottenne in seguito il grado di maggiore e partecipò ai combattimenti sul fronte occidentale contro le truppe francesi.  Dal febbraio 1941 al giugno 1942 combatté nella campagna nordafricana al comando del VII Battaglione carri M13/40.
Trasferito successivamente al 31º Reggimento carri, nel luglio 1942 fu promosso tenente colonnello, e nel maggio 1943, rientrato in Patria, fu trasferito al Quartier generale del XIX Corpo d'Armata mobilitato.
All'atto dell'armistizio dell'8 settembre 1943, entrò a far parte alla Resistenza italiana in seno ad alcune organizzazioni clandestine facenti parte del CLN di Verona, dove il 1º aprile 1944 gli venne affidato il comando di alcuni battaglioni partigiani.
Nell'ottobre 1944 fu catturato dai militari nazisti insieme al tenente colonnello Giovanni Fincato e sottoposto ad incessanti interrogatori e a torture per farlo parlare. Non cedendo agli interrogatori, nonostante le gravissime lesioni fisiche subite, fu deportato nel campo di concentramento di Bolzano, dove poi verrà liberato, in condizioni di salute assai precarie, nell'aprile del 1945. Curato nell'ospedale militare di Verona, riprese servizio nel novembre 1948, quando ricevette la nomina a vice comandante del 132º Reggimento carri della Divisione corazzata "Ariete", assumendone anche il comando per un breve periodo dal 21 settembre al 14 novembre 1949.
Nel giugno 1950 fu promosso al grado di colonnello presso il Comando territoriale di Padova, e nel gennaio 1951 gli venne affidato il comando del distretto militare di Massa Carrara.
Morì a Massa il 3 ottobre 1951. Una via di Mizzole, frazione del comune di Verona e una piazza di Porto Azzurro sono intitolate a suo nome.

### Annotazioni
1. ↑  Mutilato durante la prima guerra mondiale.
2. ↑  Rimase in servizio presso tale Corpo fino al marzo 1931.
3. ↑  Rimase quasi cieco, affetto da piaghe su tutto il corpo e con la spina dorsale lesionata.

### Fonti
1. 1 2 3 4 5 6 7 8 9 10 11 12  UNUCI n.1/2, gennaio-marzo 2016, p. 12.
2. 1 2  Ministero della Guerra, Bollettino ufficiale delle nomine, promozioni e destinazioni negli ufficiali e sottufficiali del Regio Esercito Italiano e nel personale dell'amministrazione militare, 1930, p. 1085.
3. 1 2 3 4 5 6  Chiavacci, Colella 1991, p. 31.
4. ↑  UNUCI n.1/2, gennaio-marzo 2016, p. 13.
5. ↑  Il tenente colonnello Fincato moriva dopo due giorni ininterrotti di interrogatorio, a causa delle torture subite.
6. ↑  Sito web del Quirinale: dettaglio decorato.

### Periodici
- Roberto Chiavacci, Fortunato Colella, Le Medaglie d'oro al valor militare conferite agli elbani dal Risorgimento alla Seconda Guerra Mondiale, 1991,  pp. 31-33.
- Alberto Andreani, in UNUCI, n. 1/2, Roma, Unione Nazionale Ufficiali in Congedo d’Italia, gennaio-marzo 2016,  p. 14.